# Ma che ca*zo dici
Ma che ca*zo dici è una canzone dall'album Il goliardico Drudi!! del cantante Gianni Drudi, pubblicato su 45 giri dalla Dig-It (DMX 10087), con sul retro una versione radio edit della stessa canzone leggermente più breve (3 min : 50 s).
La canzone è la traccia numero 6 dell'album.